# ビラス郡 (ウィスコンシン州)
ビラス郡（英: Vilas County）は、アメリカ合衆国ウィスコンシン州の北部に位置する郡である。2010年国勢調査での人口は21,430人であり、2000年の21,033人から1.9％増加した。郡庁所在地はイーグルリバー市（人口1,443人）であり、同郡で人口最大の都市でもある。

## 歴史

### 郡設立期
ビラス郡は1893年4月12日にオナイダ郡から分離して設立され、郡名はアメリカ合衆国郵政長官を務めたウィリアム・フリーマン・ビラスに因んで名付けられた。以前の住人はチッペワ族インディアンだった。最初の白人開拓者はアッシュマンという者であり、1818年にラクドゥフランボーに交易基地を設けた。1850年代、郡内を通る多くの荷車道とトレイルが建設された。ハワード砦からミシガン州カッパーハーバーのウィルキンス砦に至るオントノガン郵便道や軍事道路などがあった。

### 製材業時代
ビラス郡の森林は1800年代後半から1900年代初期に広範に伐採された。郡内に多くのダムが建設され、ウィスコンシン川流域の製材所や製糸工場まで材木を下流に流すための援けになった。

### ウィスコンシン・ウォールアイ戦争
1989年に起こったウィスコンシン・ウォールアイ戦争のとき、トミー・トンプソン知事は連邦裁判所からビラス郡の治安を保つために数百人の警官を動員するよう命令された。インディアンが連邦政府の指定する居留地外で天然資源を管理する権限を認められたことに対しビラス郡住人が怒って集まり妨害しようとした。インディアンがその年間漁獲高を集めていたときに、住民は石を投げたり、ボートを転覆させようとした。最後は和解が成立した。

## 地理
アメリカ合衆国国勢調査局に拠れば、郡域全面積は1,018平方マイル (2,640 km2)であり、このうち陸地874平方マイル (2,260 km2)、水域は144平方マイル (370 km2)で水域率は14.16％である。郡内には1,318の湖がある。多くの土地はチェカメゴン・ニコレット国立の森とノーザンハイランド・アメリカンリージョン州立の森、さらには広大な郡有森林地に覆われている。水はスペリオル湖、ミシガン湖およびミシシッピ川に流れる。ウィスコンシン川、フランボー川、プレスクアイル川はその水源が郡内にある。

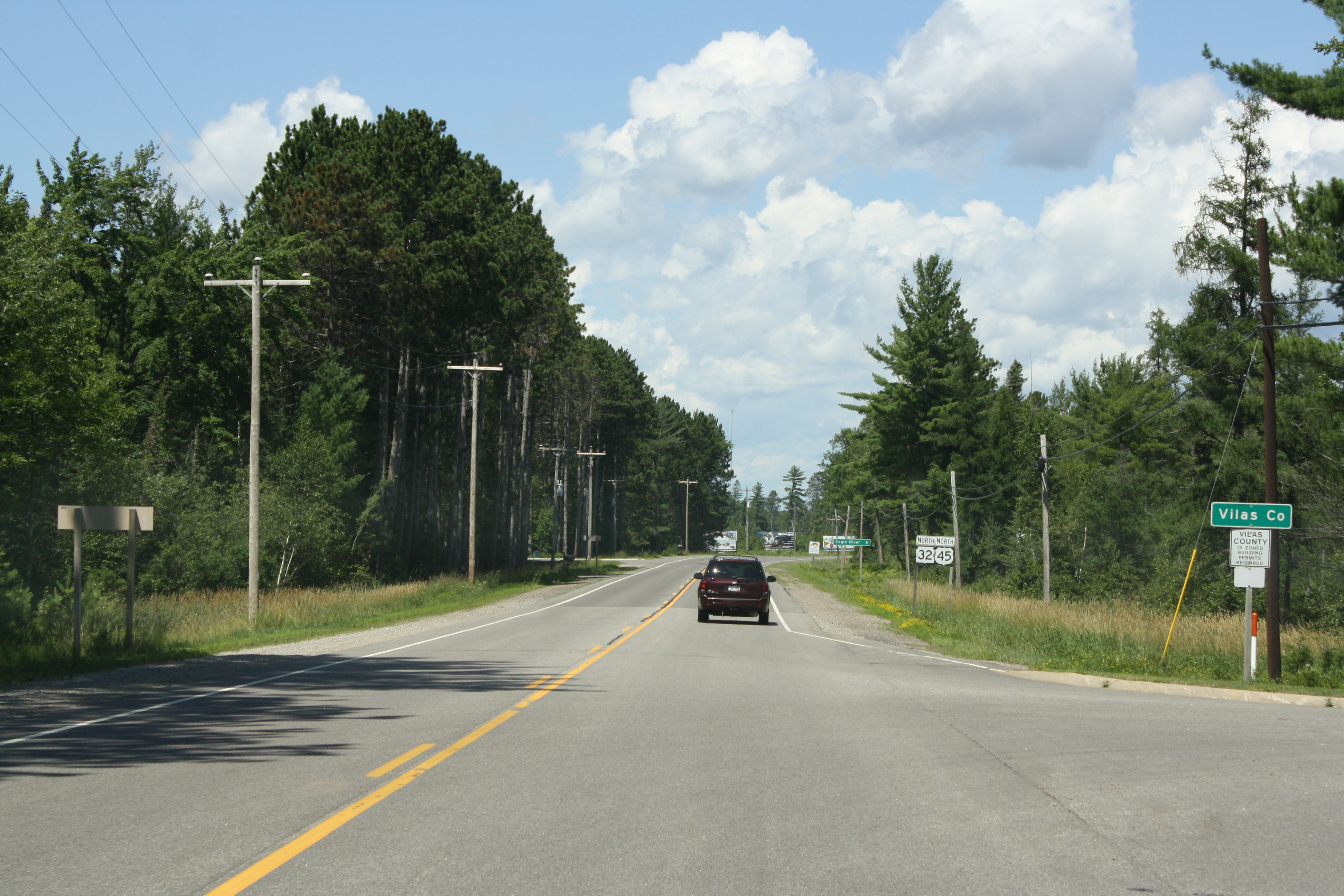
ビラス郡を通るアメリカ国道45号線

### 主要高規格道路
| - アメリカ国道45号線 - アメリカ国道51号線 - ウィスコンシン州道17号線 - ウィスコンシン州道32号線 | - ウィスコンシン州道47号線 - ウィスコンシン州道70号線 - ウィスコンシン州道155号線 |

### 隣接する郡
- ゴギービック郡 (ミシガン州) - 北
- アイアン郡 (ミシガン州) - 北東
- フォレスト郡 - 南東
- オナイダ郡 - 南
- プライス郡 - 南西
- アイアン郡 - 西

### 国立保護地域
- チェカメゴン国立の森（部分）
- ニコレット国立の森（部分）

この2つの森はチェカメゴン・ニコレット国立の森として合わせて管理されているが、双方の原生の森の部分を含んでいることが重要である。

## 人口動態

2000人口ピラミッド

以下は2000年国勢調査による人口統計データである。
| 基礎データ - 人口: 21,033人 - 世帯数: 9,066 世帯 - 家族数: 6,300 家族 - 人口密度: 9人/km2（24人/mi2） - 住居数: 22,397軒 - 住居密度: 10軒/km2（26軒/mi2） 人種別人口構成 - 白人: 89.69% - アフリカン・アメリカン: 0.20% - ネイティブ・アメリカン: 9.08% - アジア人: 0.18% - 太平洋諸島系: 0.01% - その他の人種: 0.19% - 混血: 0.65% - ヒスパニック・ラテン系: 0.86% 先祖による構成 - ドイツ系：37.8％ - ポーランド系：7.9％ - アイルランド系：6.6％ - イギリス系：5.3％ メリカ人：5.1％ 言語による構成 - 英語：95.9％ - スペイン語：1.3％ - ドイツ語：1.2％ | 年齢別人口構成 - 18歳未満: 20.76% - 18-24歳: 5.0% - 25-44歳: 23.1% - 45-64歳: 28.5% - 65歳以上: 22.8% - 年齢の中央値: 46歳 - 性比（女性100人あたり男性の人口） - 総人口: 99.1 - 18歳以上: 95.8 世帯と家族（対世帯数） - 18歳未満の子供がいる: 23.4% - 結婚・同居している夫婦: 58.4% - 未婚・離婚・死別女性が世帯主: 7.5% - 非家族世帯: 30.5% - 単身世帯: 26.0% - 65歳以上の老人1人暮らし: 12.6% - 平均構成人数 - 世帯: 2.29人 - 家族: 2.73人 |

## 経済
ビラス郡の経済は多くの湖と森林が集中していることへの観光に基づいている。狩猟や釣りが秋の目玉であり、冬は氷上の釣りやスノーモービルが楽しめる。地元経済には製材業、建設業および行政も重要な役割を果たしている。

## 都市と町
| 都市                          | 町 | 国勢調査指定地域     | 未編入の町 |
| ----------------------------- | --- | -------------------- | --- |
| - イーグルリバー - 郡庁所在地 | - アーバービテー - ボルダージャンクション - クローバーランド - コノーバー - ラクドゥフランボー - ランドオーレイクス - リンカーン - マニトウィッシュウォーターズ - フェルプス - プラムレイク - プレスクアイル - セントジャーメイン - ワシントン - ウィンチェスター | - ラクドゥフランボー | - アーバービテー - ボルダージャンクション - コノーバー - カティンカビレッジ - ランドオーレイクス - マーランズ - フェルプス - プレスクアイル - セイナー - セントジャーメイン - スターレイク - ウィンチェスター |